# Muchomor oliwkowy

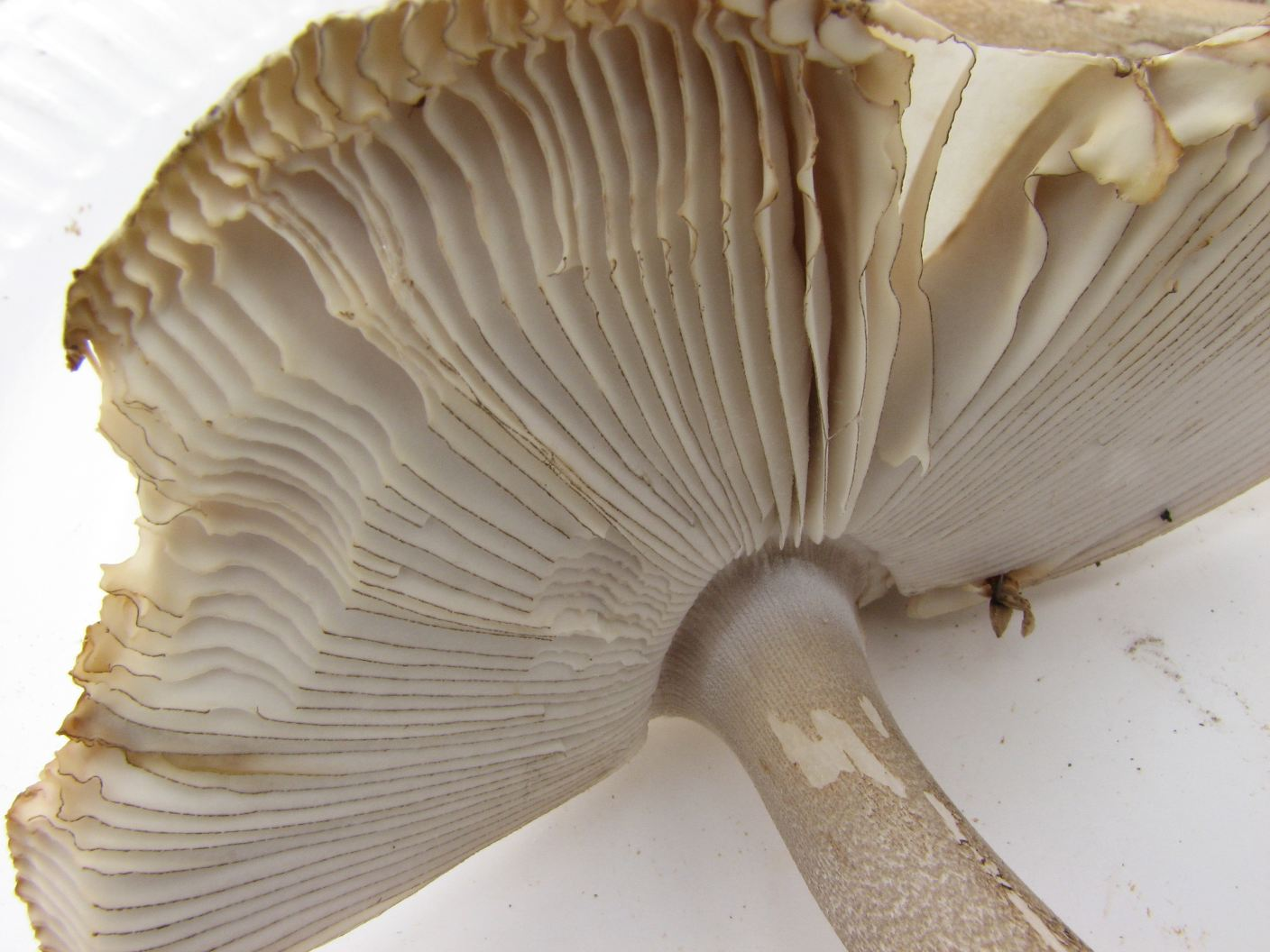

Muchomor oliwkowy (Amanita battarrae (Boud.) Bon) – gatunek grzybów należący do rodziny muchomorowatych (Amanitaceae). 

## Systematyka i nazewnictwo
Pozycja w klasyfikacji według Index Fungorum: Amanita, Amanitaceae, Agaricales, Agaricomycetidae, Agaricomycetes, Agaricomycotina, Basidiomycota, Fungi.
Po raz pierwszy takson ten zdiagnozował w 1902 r. Jean Louis Émile Boudier nadając mu nazwę amanitopsis battarrae. Obecną, uznaną przez Index Fungorum nazwę nadał mu w 1985 r. Marcel Bon, przenosząc go do rodzaju Amanita.
Nazwę polską podał Władysław Wojewoda w 1987 r.

## Morfologia
Kapelusz
Średnica do 12 cm. U młodego grzyba jest jajowato-dzwonkowaty, następnie wypukły. U dojrzałych okazów kapelusz jest często prawie płaski, tylko z małym uwypukleniem w centrum. Powierzchnia jest najczęściej zupełnie naga, żółtobrązowa, oliwkowobrązowa lub oliwkowoszara i do 1/3 promienia prążkowana.
Blaszki
Średnio gęste, szerokie, równej długości, wolne. Są białe, w kierunku do środka brązowiejące. Ostrza blaszek gładkie. 
Trzon
Wysokość 8-13 cm, grubość 8-14 mm, walcowaty, rozszerzający się dołem, bez pierścienia. Początkowo jest pełny, później pusty w środku. Powierzchnia jasnoochroworóżowa i pokryta czerwonobrązowymi włókienkami. Podstawa trzonu otoczona wolną, błoniastą pochwą o brudnobiałym kolorze, czasami poszarpaną na fragmenty.
Miąższ
Biały, kruchy, smak ma łagodny i bez wyraźnego zapachu.

## Występowanie i siedlisko
Europa stanowi główny obszar występowania tego muchomora. Jest tutaj szeroko rozprzestrzeniony, występuje nawet na Islandii i w północnej części Półwyspu Skandynawskiego. Ponadto opisano występowanie tego gatunku w prowincji Ontario w Kanadzie. W Polsce gatunek rzadki. Znajduje się na Czerwonej liście roślin i grzybów Polski. Ma status R – potencjalnie zagrożony z powodu ograniczonego zasięgu geograficznego i małych obszarów siedliskowych. Znajduje się na listach gatunków zagrożonych także w Belgii.
Rośnie w lasach pod bukami. Owocniki pojawiają się od czerwca do września